# I Wish (Stevie Wonder)
"I Wish" is een nummer van de Amerikaanse muzikant Stevie Wonder. Het nummer verscheen op zijn album Songs in the Key of Life uit 1976. Op 26 november van dat jaar werd het nummer uitgebracht als de eerste single van het album.

## Achtergrond
"I Wish" is geschreven en geproduceerd door Wonder zelf. Het nummer gaat over zijn jeugd tussen de jaren '50 en '60 van de twintigste eeuw. Voor de televisieserie Classic Albums recreërde hij een deel van het nummer om te laten zien hoe hij het componeerde. Hij speelde de keyboards en de drums zelf, en gebruikte het grootste deel van de muzikanten die de originele versie opnamen.
"I Wish" werd een grote hit en stond begin 1977 een week op de eerste plaats in de Amerikaanse Billboard Hot 100. Ook in Canada werd het een nummer 1-hit, terwijl in het Verenigd Koninkrijk en Ierland de vijfde plaats werd gehaald. In Nederland kwam het tot de vierde plaats in zowel de Top 40 als de Nationale Hitparade. In Vlaanderen werd het een nummer 10-hit in de BRT Top 30. In 1977 won het nummer een Grammy Award in de categorie Best R&B Vocal Performance.
"I Wish" is gesampled door Will Smith in zijn nummer "Wild Wild West" en de opening van het ABBA-nummer "The Name of the Game" is geïnspireerd door dit nummer. Het nummer is gebruikt in de film Cheaper by the Dozen 2 en wordt veelvuldig genoemd in de films Happy Feet en Pourquoi j'ai pas mangé mon père.

## Hitnoteringen

### Nederlandse Top 40
| Hitnotering: 08-01-1977 t/m 05-03-1977 | Hitnotering: 08-01-1977 t/m 05-03-1977 | Hitnotering: 08-01-1977 t/m 05-03-1977 | Hitnotering: 08-01-1977 t/m 05-03-1977 | Hitnotering: 08-01-1977 t/m 05-03-1977 | Hitnotering: 08-01-1977 t/m 05-03-1977 | Hitnotering: 08-01-1977 t/m 05-03-1977 | Hitnotering: 08-01-1977 t/m 05-03-1977 | Hitnotering: 08-01-1977 t/m 05-03-1977 | Hitnotering: 08-01-1977 t/m 05-03-1977 | Hitnotering: 08-01-1977 t/m 05-03-1977 |
| Week                                   | 1                                      | 2                                      | 3                                      | 4                                      | 5                                      | 6                                      | 7                                      | 8                                      | 9                                      |                                        |
| -------------------------------------- | -------------------------------------- | -------------------------------------- | -------------------------------------- | -------------------------------------- | -------------------------------------- | -------------------------------------- | -------------------------------------- | -------------------------------------- | -------------------------------------- | -------------------------------------- |
| Positie                                | 23                                     | 13                                     | 8                                      | 5                                      | 4                                      | 5                                      | 15                                     | 27                                     | 31                                     | uit                                    |

### Nationale Hitparade
| Hitnotering: 08-01-1977 t/m 26-02-1977 | Hitnotering: 08-01-1977 t/m 26-02-1977 | Hitnotering: 08-01-1977 t/m 26-02-1977 | Hitnotering: 08-01-1977 t/m 26-02-1977 | Hitnotering: 08-01-1977 t/m 26-02-1977 | Hitnotering: 08-01-1977 t/m 26-02-1977 | Hitnotering: 08-01-1977 t/m 26-02-1977 | Hitnotering: 08-01-1977 t/m 26-02-1977 | Hitnotering: 08-01-1977 t/m 26-02-1977 | Hitnotering: 08-01-1977 t/m 26-02-1977 |
| Week                                   | 1                                      | 2                                      | 3                                      | 4                                      | 5                                      | 6                                      | 7                                      | 8                                      |                                        |
| -------------------------------------- | -------------------------------------- | -------------------------------------- | -------------------------------------- | -------------------------------------- | -------------------------------------- | -------------------------------------- | -------------------------------------- | -------------------------------------- | -------------------------------------- |
| Positie                                | 21                                     | 9                                      | 6                                      | 6                                      | 4                                      | 4                                      | 13                                     | 25                                     | uit                                    |

### NPO Radio 2 Top 2000
| Nummer met noteringen in de NPO Radio 2 Top 2000 | '99 | '00 | '01  | '02 | '03  | '04 | '05  | '06  | '07  | '08  | '09 | '10 | '11 | '12 | '13 | '14 | '15  | '16 | '17  | '18  | '19  | '20  | '21  | '22  | '23  | '24  |
| ------------------------------------------------ | --- | --- | ---- | --- | ---- | --- | ---- | ---- | ---- | ---- | --- | --- | --- | --- | --- | --- | ---- | --- | ---- | ---- | ---- | ---- | ---- | ---- | ---- | ---- |
| I Wish                                           | 711 | 829 | 1157 | 726 | 1135 | 807 | 1093 | 1119 | 1107 | 1022 | 841 | 876 | 785 | 740 | 786 | 946 | 1172 | 899 | 1071 | 1183 | 1207 | 1319 | 1332 | 1482 | 1537 | 1431 |

1. ↑  Een vetgedrukt getal geeft de hoogste notering aan.